# Sułów (województwo małopolskie)
Sułów – wieś w Polsce położona w województwie małopolskim, w powiecie wielickim, w gminie Biskupice.
W latach 1975–1998 miejscowość administracyjnie należała do województwa krakowskiego.
| SIMC    | Nazwa      | Rodzaj    |
| ------- | ---------- | --------- |
| 0315324 | Czekaj     | część wsi |
| 0315330 | Dołki      | część wsi |
| 0315347 | Pod Makową | część wsi |
| 0315353 | Ryje       | część wsi |
| 0315360 | Zagaje     | część wsi |

W 1595 roku wieś położona w powiecie szczyrzyckim województwa krakowskiego była własnością kasztelana małogoskiego Sebastiana Lubomirskiego.
W maju 2010 roku wskutek powodzi osuwająca się ziemia zniszczyła lub uszkodziła infrastrukturę wsi.